# Nobody's Fools
Nobody's Fools es el quinto álbum de estudio de la banda de rock británica Slade, publicado en marzo de 1976. El álbum alcanzó la posición #14 en la lista UK Album Chart y logró la misma posición en las listas de éxitos suecas.

## Lista de canciones
1. "Nobody's Fool" - 4:41
2. "Do the Dirty" - 4:44
3. "Let's Call It Quits" - 3:32
4. "Pack Up Your Troubles" - 3:26
5. "In For a Penny" - 3:40
6. "Get On Up" - 3:27
7. "L.A. Jinx" - 4:00
8. "Did Ya Mama Ever Tell Ya" - 3:10
9. "Scratch My Back" - 3:10
10. "I'm a Talker" - 3:20
11. "All The World Is a Stage" - 4:00

## Créditos
- Noddy Holder — voz, guitarra
- Dave Hill — guitarra
- Jim Lea — bajo, voz, piano
- Don Powell — batería